# 수와이크 클럽
수와이크 클럽(아랍어: نادي السويق)은 오만에 있는 수와이크를 연고로 하는 축구 클럽이다. 이 팀은 1970년에 창단되었으며, 현재 오만 리그에 출전하고 있다.